# Carpelo
En botánica, los carpelos son hojas modificadas que constituyen la parte reproductiva femenina de la flor de las plantas angiospermas.

## Descripción

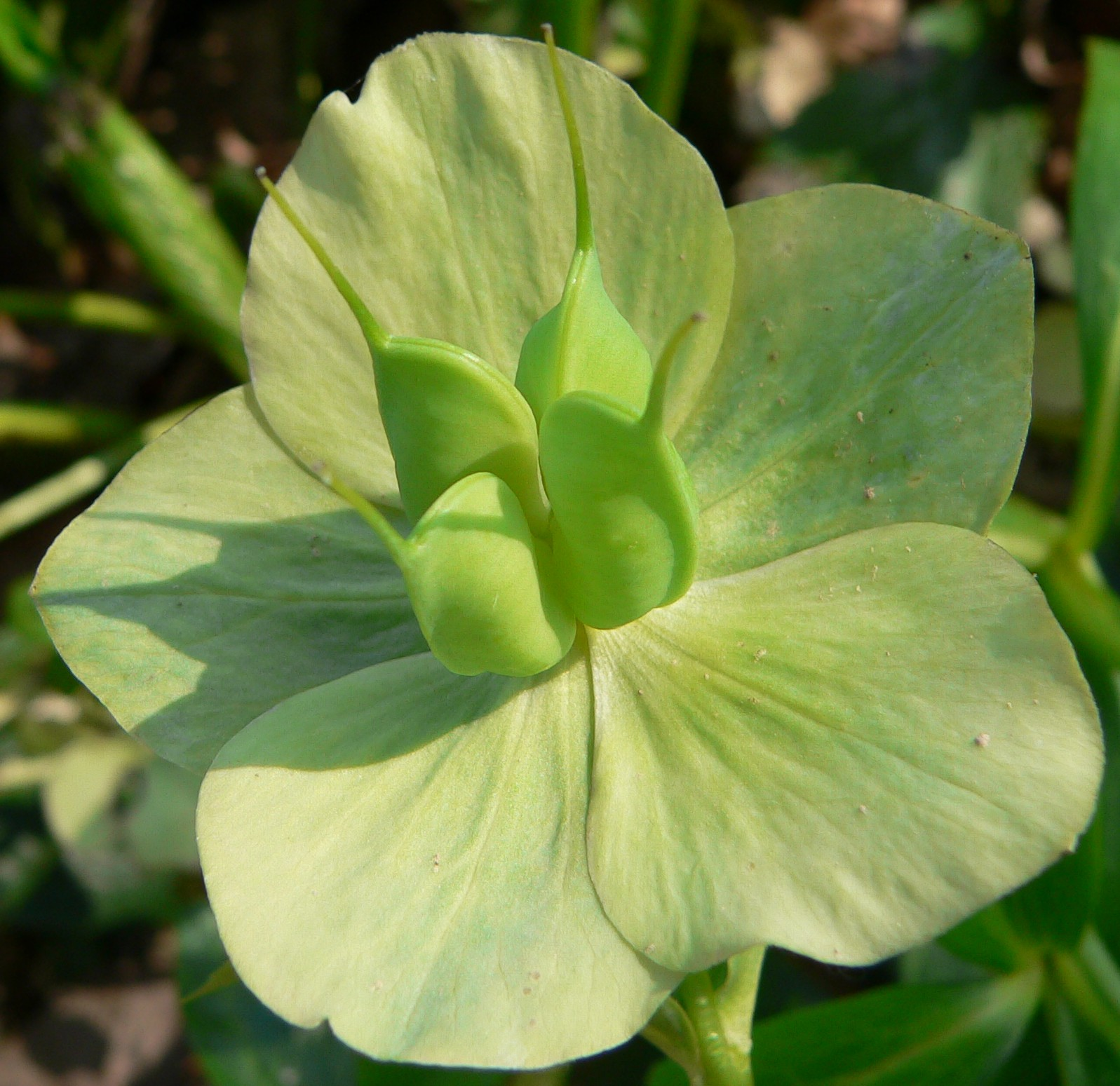
Flor de Helleborus orientalis tras la fecundación, mostrando los carpelos como hojas cerradas (gineceo apocárpico).

Los carpelos son megasporófilos, hojas modificadas portadoras de megasporas (o macrósporas, esporas femeninas). Estas células, tras su multiplicación, forman el gametófito femenino, también conocido como saco embrional.
Los carpelos pueden presentarse de dos formas:
- Soldados: Forman una estructura única llamada pistilo.
- Separados o en grupos: Cada pistilo se asienta individualmente en el receptáculo.

La flor se denomina gamocarpelar cuando posee un solo pistilo y dialicarpelar cuando cada carpelo forma un pistilo independiente.
En los carpelos, se distinguen tres nervios principales. Dos de ellos, los nervios placentarios, recorren los bordes de la hoja carpelar y son el punto de nacimiento de los óvulos. El tercer nervio, el nervio carpelar, es homólogo al nervio medio de los nomófilos (hojas normales) y se ubica en la parte central del carpelo.
Ver el carpelo (hoja femenina) de gimnospermas en: Gymnospermae

## Gineceo

Ubicación del gineceo en la flor.

El gineceo es el conjunto de todas las hojas carpelares (carpelos) o megasporófilos. Los carpelos se unen por sus márgenes, encerrando los óvulos (o primordios seminales) en una cavidad. Dentro de esta cavidad, los óvulos contienen los gametos femeninos.
La cavidad del gineceo se compone de uno o más lóculos, que contienen los óvulos a la espera de ser fecundados. Tras la fecundación, los óvulos se desarrollan en semillas y el ovario, junto con otras estructuras accesorias, se transforma en el fruto. La zona de la pared interna del ovario donde se inserta cada óvulo se denomina placenta.
El gineceo, el último verticilo en una flor completa, puede estar constituido por:
Uno o varios pistilos
El gineceo puede estar formado por una o varias hojas carpelares libres entre sí, lo que se conoce como gineceo dialicarpelar o apocárpico.
Carpelos unidos
También puede estar formado por carpelos fusionados, lo que se denomina gineceo gamocarpelar o sincárpico (siendo esta la forma más común).
En el gineceo, se pueden distinguir las siguientes regiones:

## Pistilo
El pistilo (del latín pistillum, que significa "mano de mortero") es la unidad compuesta por el ovario, el estilo y el estigma.
Un pistilodio es un pistilo rudimentario y estéril presente en flores masculinas (rodeado por estambres) o en flores neutras (rodeado por estaminodios estériles).

### Estructura del pistilo
Cada pistilo consta de las siguientes partes:
| Parte   | Descripción |
| ------- | --- |
| Estigma | Superficie papilosa receptora de los granos de polen. Tras la polinización, el polen es liberado en el estigma por el agente polinizador. Si existe un estilo, el estigma se sitúa en su extremo distal, adoptando la forma de un engrosamiento, a menudo dividido en ramas o zonas correspondientes al número de carpelos que forman el pistilo. |
| Estilo  | Conecta el estigma con el ovario. Es una parte estéril, más o menos alargada, que sirve como conducto para los granos de polen, los cuales son retenidos por la secreción del líquido estigmático. Cuando el gineceo carece de estilo, el estigma se sitúa directamente sobre el ovario, denominándose estigma sésil.                             |
| Ovario  | Región fértil del carpelo que encierra los primordios seminales u óvulos, los cuales se unen a una protuberancia llamada placenta. |

En una flor sincárpica (con pistilo formado por varios carpelos), cada carpelo contribuye a cada una de las partes mencionadas.
Los carpelos se pliegan sobre sí mismos o se unen entre sí, creando una o más cavidades cerradas (ovarios) que albergan los primordios seminales. Esta característica da nombre a las angiospermas, que significa "semillas encerradas". La excepción a esta regla son las plantas de la familia Winteraceae.

## Ovario
La posición del ovario es crucial para el desarrollo del fruto:
- Ovario súpero: Se sitúa por encima del receptáculo y del punto de inserción de las otras piezas florales (sépalos, pétalos y estambres). El receptáculo es cónico o convexo, y el ovario ocupa la parte superior de la flor. La flor se denomina hipogina. Los frutos derivados de ovarios súperos pueden ser, por ejemplo, drupas o los frutos de Hypericum calycinum.
- Ovario ínfero: Se encuentra por debajo de los otros verticilos, en un receptáculo cóncavo. Los sépalos, pétalos y estambres se insertan por encima del ovario. La flor se denomina epigina. Los ovarios ínferos originan falsos frutos (ej. pomo, cinorrodón, Fuchsia), donde el receptáculo participa en la formación del fruto.
- Ovario semiínfero o medio: Se localiza en una posición intermedia, rodeando parcialmente al receptáculo.

Por encima del ovario se localizan los estilos y los estigmas.

Posiciones del ovario: I ovario súpero, II ovario semiínfero, III ovario ínfero. (a: androceo, g: gineceo, p: pétalos, s: sépalos, r: receptáculo).

### Óvulos
Los óvulos, también llamados primordios seminales, originan las semillas. Se presentan como protuberancias en los bordes de las hojas carpelares.
Dentro de los óvulos (que representan a los megasporangios) se desarrolla la megaspora (n), que, tras sucesivas divisiones por mitosis, da lugar al gametófito femenino (saco embrionario).

### Receptáculo
En flores periginas, el receptáculo es plano y los sépalos, pétalos y estambres se insertan en la base del hipanto. Es importante mencionar que algunas clasificaciones no reconocen esta tipología, ya que existen muchas posiciones intermedias entre ovario súpero e ínfero.

## Estilo
El estilo es la elongación de uno o varios carpelos que conecta el ovario con el estigma. Su función principal es exponer el estigma para la polinización.
En algunas plantas, como las de la tribu Cardueae de la familia Asteraceae, el estilo puede estar separado del estigma apical por un anillo colector. Este anillo actúa como un cepillo que arrastra el polen a medida que pasa por el tubo estaminal (formado por las anteras soldadas de los 5 estambres). De esta manera, el polen se acumula en la base de las ramas estigmáticas, lo que favorece la autopolinización dentro de la misma flor.
El estilo en las angiospermas puede ser sólido o hueco:
- Estilo hueco: El tejido de transmisión (por donde crecen los tubos polínicos para la fecundación) consiste en una capa de células epidérmicas diferenciadas que rodean un canal hueco (canal estilar). Los tubos polínicos crecen desde el estigma hacia el ovario a lo largo de la superficie de este canal, generalmente a través de una fina capa de mucílago.
- Estilo sólido: Las células epidérmicas están fusionadas y no dejan espacios entre ellas. Los tubos polínicos crecen entre las células del tejido de transmisión (como en Petunia[1]) o a través de sus paredes celulares (como en Gossypium[2]). Este tejido contiene una sustancia intercelular rica en pectina, similar al mucílago del canal estilar en los estilos huecos.[3]

Los estilos sólidos son comunes en las eudicotiledóneas y poco frecuentes en las monocotiledóneas.

En las apiáceas, la base del estilo se engrosa y forma una estructura nectarífera llamada estilopodio.

## Estigma
El estigma es la zona de la superficie de los carpelos, más o menos extensa, donde germina el polen depositado. Generalmente, presenta una superficie papilosa (donde cada papila es una célula) y húmeda, características que favorecen la adherencia del polen. Una vez en el estigma, el polen germina, se abre y desarrolla un tubo polínico a través del cual se desplazan los núcleos que llevan a cabo la fecundación de los gametos femeninos.

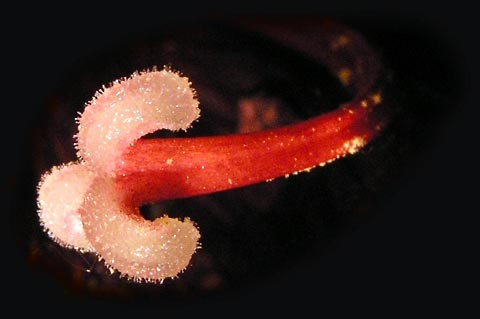
Estilo y estigmas de Amaryllis, mostrando su textura papilosa.
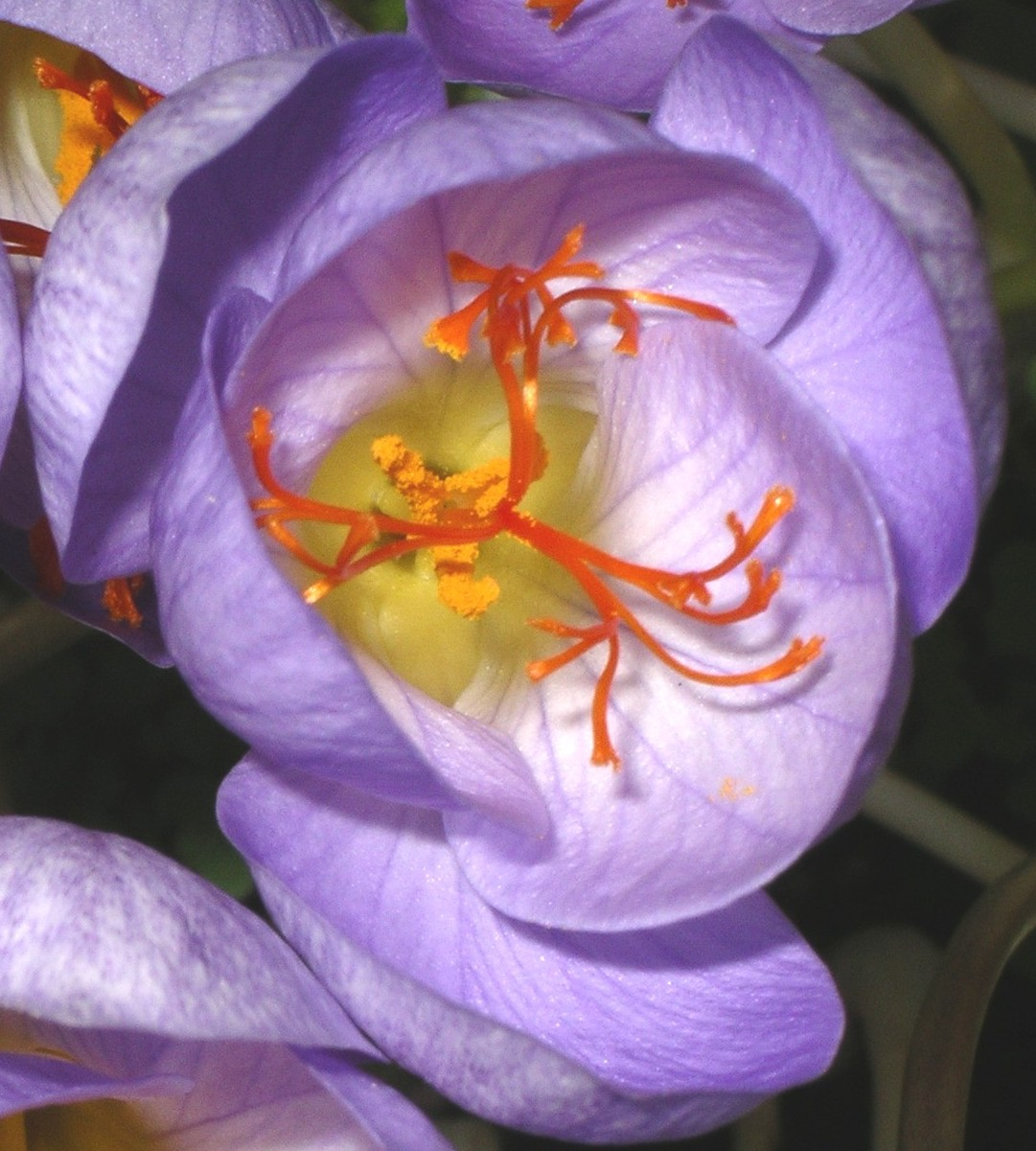
Flor de azafrán (Crocus sativus), con las ramas del estigma y, debajo, las anteras y el polen.
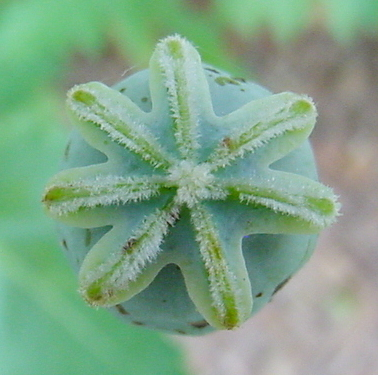
Estigma estrellado de adormidera (Papaver somniferum).